# Alpine Ski-Juniorenweltmeisterschaften 1994
Die 13. Alpinen Ski-Juniorenweltmeisterschaften fanden vom 7. bis 14. März 1994 in Lake Placid im US-Bundesstaat New York statt.

## Männer

### Abfahrt
| Platz | Land | Sportler             | Zeit (min) |
| ----- | ---- | -------------------- | ---------- |
| 1     | CAN  | Kevin Wert           | 1:38,07    |
| 2     | RUS  | Wassili Betsmelnizin | 1:38,61    |
| 3     | USA  | Jason Rosener        | 1:38,63    |
| 4     | RUS  | Andrei Filitschkin   | 1:39,26    |
| 5     | NOR  | Eivind Kvaale        | 1:39,43    |
| 6     | CAN  | Alain Britt-Côté     | 1:39,49    |

Datum: 7. März

### Super-G
| Platz | Land | Sportler           | Zeit (min) |
| ----- | ---- | ------------------ | ---------- |
| 1     | FRA  | Benjamin Melquiond | 1:24,40    |
| 2     | RUS  | Andrei Filitschkin | 1:25,15    |
| 3     | FRA  | Frédéric Covili    | 1:25,39    |
| 4     | FRA  | Romain Valla       | 1:25,97    |
| 5     | USA  | Forest Carey       | 1:26,02    |
| 6     | AUT  | Christian Pichler  | 1:26,03    |

Datum: 11. März

### Riesenslalom
| Platz | Land | Sportler           | Zeit (min) |
| ----- | ---- | ------------------ | ---------- |
| 1     | GER  | Stefan Stankalla   | 2:27,88    |
| 2     | AUT  | Christian Pichler  | 2:28,16    |
| 3     | NOR  | Hans Petter Buraas | 2:28,58    |
| 4     | FRA  | Romain Valla       | 2:28,61    |
| 5     | NOR  | Åne Sæter          | 2:28,79    |
| 6     | GER  | Andreas Ertl       | 2:28,96    |

Datum: 13. März

### Slalom
| Platz | Land | Sportler         | Zeit (min) |
| ----- | ---- | ---------------- | ---------- |
| 1     | FRA  | Frédéric Covili  | 1:43,85    |
| 2     | USA  | Chip Knight      | 1:45,08    |
| 3     | AUT  | Christian Hutter | 1:45,25    |
| 4     | FRA  | Benjamin Ravanel | 1:45,69    |
| 5     | SWE  | Martin Hansson   | 1:45,87    |
| 6     | GER  | Andreas Ertl     | 1:46,30    |

Datum: 14. März

### Kombination
| Platz | Land | Sportler        |
| ----- | ---- | --------------- |
| 1     | FRA  | Frédéric Covili |
| 2     | GER  | Andreas Ertl    |
| 3     | ITA  | Giorgio Rocca   |
| 4     | AUT  | Stefan Curra    |
| 5     | NOR  | Åne Sæter       |
| 6     | USA  | Andy LeRoy      |

Datum: 7./14. März
Die Kombination bestand aus der Addition der Ergebnisse aus Abfahrt, Riesenslalom und Slalom.

## Frauen

### Abfahrt
| Platz | Land | Sportlerin           | Zeit (min) |
| ----- | ---- | -------------------- | ---------- |
| 1     | FRA  | Mélanie Suchet       | 1:27,50    |
| 2     | GER  | Annemarie Gerg       | 1:27,72    |
| 3     | CAN  | Mélanie Turgeon      | 1:27,75    |
| 4     | NOR  | Kristine Kristiansen | 1:27,82    |
| 5     | ITA  | Alessandra Merlin    | 1:27,83    |
| 6     | AUT  | Barbara Raggl        | 1:28,33    |

Datum: 9. März

### Super-G
| Platz | Land | Sportlerin        | Zeit (min) |
| ----- | ---- | ----------------- | ---------- |
| 1     | GER  | Hilde Gerg        | 1:23,29    |
| 2     | CAN  | Mélanie Turgeon   | 1:24,12    |
| 3     | GER  | Annemarie Gerg    | 1:25,18    |
| 4     | GER  | Sibylle Brauner   | 1:25,52    |
| 5     | FRA  | Fujiko Sekino     | 1:25,53    |
| 6     | ITA  | Alessandra Merlin | 1:25,56    |

Datum: 11. März

### Riesenslalom
| Platz | Land | Sportlerin      | Zeit (min) |
| ----- | ---- | --------------- | ---------- |
| 1     | CAN  | Mélanie Turgeon | 2:19,29    |
| 2     | SUI  | Karin Roten     | 2:20,57    |
| 3     | AUT  | Barbara Raggl   | 2:20,61    |
| 4     | FRA  | Fujiko Sekino   | 2:20,68    |
| 5     | SWE  | Anna Ottosson   | 2:23,01    |
| 6     | NOR  | Gro Kvinlog     | 2:23,07    |

Datum: 13. März

### Slalom
| Platz | Land | Sportlerin      | Zeit (min) |
| ----- | ---- | --------------- | ---------- |
| 1     | FRA  | Laure Pequegnot | 1:34,69    |
| 2     | AUT  | Barbara Raggl   | 1:35,76    |
| 3     | CAN  | Mélanie Turgeon | 1:35,91    |
| 4     | GER  | Hilde Gerg      | 1:36,14    |
| 5     | SUI  | Marlies Oester  | 1:36,41    |
| 6     | GER  | Sibylle Brauner | 1:36,66    |

Datum: 14. März

### Kombination
| Platz | Land | Sportlerin      |
| ----- | ---- | --------------- |
| 1     | CAN  | Mélanie Turgeon |
| 2     | AUT  | Barbara Raggl   |
| 3     | GER  | Sibylle Brauner |
| 4     | GER  | Petra Haltmayr  |
| 5     | SUI  | Marlies Oester  |
| 6     | GER  | Stefanie Wendl  |

Datum: 9./14. März
Die Kombination bestand aus der Addition der Ergebnisse aus Abfahrt, Riesenslalom und Slalom.

## Medaillenspiegel
| Platz | Land               | Gold | Silber | Bronze | Gesamt |
| ----- | ------------------ | ---- | ------ | ------ | ------ |
| 1     | Frankreich         | 5    | –      | 1      | 6      |
| 2     | Kanada             | 3    | 1      | 2      | 6      |
| 3     | Deutschland        | 2    | 2      | 2      | 6      |
| 4     | Österreich         | –    | 3      | 2      | 5      |
| 5     | Russland           | –    | 2      | –      | 2      |
| 6     | Vereinigte Staaten | –    | 1      | 1      | 2      |
| 7     | Schweiz            | –    | 1      | –      | 1      |
| 8     | Italien            | –    | –      | 1      | 1      |
| 8     | Norwegen           | –    | –      | 1      | 1      |